# Џосефин (Тексас)
Џосефин (енгл. Josephine) град је у америчкој савезној држави Тексас. По попису становништва из 2010. у њему је живело 812 становника.

## Демографија
Према попису становништва из 2010. у граду је живело 812 становника, што је 218 (36,7%) становника више него 2000. године.
| Група             | 2000.       | 2010.       |
| Белци             | 519 (87,4%) | 635 (78,2%) |
| Афроамериканци    | 7 (1,2%)    | 8 (1,0%)    |
| Азијати           | 1 (0,2%)    | 6 (0,7%)    |
| Хиспаноамериканци | 63 (10,6%)  | 147 (18,1%) |
| Укупно            | 594         | 812         |